# کرگ کانوی (بازیکن فوتبال)
کرگ کانوی (انگلیسی: Craig Conway؛ زادهٔ ۲ مهٔ ۱۹۸۵) بازیکن فوتبال اهل بریتانیا است.
از فیلم‌ها یا برنامه‌های تلویزیونی که وی در آن نقش داشته‌است می‌توان به تورنمنت، امتیاز نهایی اشاره کرد.
از باشگاه‌هایی که در آن بازی کرده‌است می‌توان به باشگاه فوتبال بلکبرن روورز، باشگاه فوتبال داندی یونایتد، باشگاه فوتبال کاردیف سیتی، باشگاه فوتبال ایر یونایتد، و باشگاه فوتبال برایتون اند هوو آلبیون اشاره کرد.
وی همچنین در تیم ملی فوتبال اسکاتلند بازی کرده‌است.